# More veneto
Il termine more veneto (abbreviato in m.v.) indica la presentazione di una data secondo il calendario vigente nell'antica Repubblica di Venezia, che in precedenza era vigente anche nell'Impero romano ed era da sempre usato dai Veneti.

## Storia
Il ciclo dell'anno (il capodanno) ha inizio il 1º marzo, di cui ci resta testimonianza nei nomi dei mesi di settembre (settimo mese a partire da marzo), ottobre (ottavo mese a partire da marzo), novembre (nono mese dell'anno) e dicembre (decimo mese), seguiti dai mesi di rinnovamento e morte. L'introduzione del calendario gregoriano nel Veneto, quindi, non stravolse l'uso ufficiale della Repubblica Veneta, per cui per secoli indicando "more veneto" nei mesi di gennaio e febbraio si indicavano in pratica i mesi dell'anno successivo gregoriano (esempio: gennaio 1591 "more veneto" era il gennaio 1592 gregoriano).

## Datazionemore veneto
Per evitare fraintendimenti le date dei documenti venivano dunque già allora affiancate dalla dicitura latina more veneto, ossia "secondo l'uso veneto": in tal modo, ad esempio, la data 14 febbraio 1702 more veneto corrispondeva alla data generale 14 febbraio 1703, in quanto l'anno 1703 iniziava in Veneto solo a partire dal mese seguente e quindi febbraio risultava essere l'ultimo mese del 1702 (il vecchio anno). L'uso, di origini molto antiche, faceva sì che secondo tale sistema i mesi di settembre, ottobre, novembre e dicembre fossero effettivamente il settimo, l'ottavo, il nono e il decimo mese dell'anno, come indicato dal nome. 

## Diffusione
L'uso della datazione more veneto è ristretta ai documenti pubblici delle autorità veneziane con sede nella Dominante e nel Dominio, e delle autorità locali site nel Dogado. I documenti ecclesiastici, quelli delle autorità suddite come ad esempio le città e i comuni di Terraferma, e i documenti privati anche redatti a Venezia seguivano lo stile comune con inizio dell'anno il 1º gennaio o lo stile "a nativitate" con inizio dell'anno il 25 dicembre. Le ultime datazioni more veneto si riferiscono al gennaio e febbraio 1796 m.v., 1797 secondo lo stile comune; il calendario alla veneta fu abbandonato con la caduta della Repubblica.

## Capodanno veneto
Il capodanno veneto, fissato il 1º marzo, era quindi una festività ufficiale della Serenissima Repubblica. L'uso di fissare l'inizio dell'anno in corrispondenza dell'inizio della primavera e del risveglio naturale della vita era pratica arcaica molto diffusa e riscontrabile anche in altri calendari, come nel caso del capodanno romano e del capodanno cinese.
La tradizione del capodanno veneto tuttora sopravvive nelle tradizioni di alcune zone della pedemontana berica, dell'altopiano di Asiago e in varie feste locali del Trevigiano, del Padovano a Onara e del Bassanese, che la ricordano con l'usanza del Bruza Marzo (o Bati Martho o Bati Marzo o ciamàr Marzo), che significa risvegliare l'anno nuovo.
In certe zone si offre tutt'oggi lo spettacolo di grandi falò per propiziare l'anno nuovo; in altre, come a Valdagno nella valle dell'Agno in provincia di Vicenza, si fa "Fora Febraro" con i "sciòchi col carburo" (botti provocati facendo scoppiare l'acetilene, prodotto unendo il carburo di calcio con l'acqua) e i bimbi girano per le strade battendo su pentole e coperchi, o trascinando in bicicletta o a piedi delle lattine vuote (un tempo si usava trascinare la catena del camino, che così diventava lucida), con l'idea che il rumore scacci il freddo Febbraio.